# NGC 3311
NGC 3311 è una galassia ellittica situata nella costellazione dell'Idra. Fu scoperta da John Herschel nel 1835.
NGC 3311 è, con M 87, la galassia che contiene il più elevato numero di ammassi globulari; ne contiene infatti circa 16.000.
Fa parte dell'Ammasso dell'Idra assieme alla galassia ellittica NGC 3309 e alla galassia spirale NGC 3312.